# Arthur Verocai
Arthur Côrtes Verocai (Rio de Janeiro, 17 de junho de 1945) é um pianista, violonista, compositor, arranjador e maestro brasileiro.
Participou, como compositor, de inúmeros festivais de música na década de 1960. Trabalhou como arranjador de discos e apresentações de diversos cantores, tais como Ivan Lins, Jorge Ben Jor, Elizeth Cardoso, Gal Costa, Erasmo Carlos, Célia e Marcos Valle. Foi diretor musical e arranjador da TV Globo, em programas como Som Livre Exportação, Chico City e A grande família. Também atuou na música publicitária.
Em 1972, lançou seu primeiro disco solo, chamado Arthur Verocai, misturando jazz, bossa nova e música experimental. O disco não foi bem aceito pelo público, na época, e permaneceu esquecido por muitos anos, até que produtores musicais de Hip Hop norte-americanos o redescobriram. Um deles foi Little Brother, que utilizou um trecho da canção Caboclo como sample para a sua We Got Now. MF Doom e Ludacris também utilizaram canções de Verocai.
Gravou, em 2002, o disco Saudade Demais, com inúmeras de suas composições. Em 2003, teve o seu primeiro LP, Arthur Verocai, relançado em CD pela Ubiquity Records. O CD chegou a custar mais de R$ 1000,00 em lojas especializadas. Em 2008, lançou por uma gravadora inglesa o CD Encore. Encarregou-se do arranjo dos CDs Nove, de Ana Carolina, e Feito pra acabar, de Marcelo Jeneci. Verocai tocou no Rock in Rio 6 com a banda Dônica em 2015, e no ano seguinte compôs para o encerramento dos Jogos Paralímpicos de Verão de 2016 no Rio e lançou o álbum No Voo do Urubu, que foi eleito pela revista Rolling Stone Brasil como o 8º melhor disco brasileiro de 2016.

## Discografia

### Álbuns de estúdio
| Title           | Details                                                        |
| --------------- | -------------------------------------------------------------- |
| Arthur Verocai  | - Lançamento: 1972 - Selo: Continental                         |
| Saudade Demais  | - Lançamento: 2002 - Selo: Independente                        |
| Encore          | - Lançamento: 15 de Outubro de 2007 - Selo: Far Out Recordings |
| No Voo do Urubu | - Lançamento: 2016 - Selo: SESC SP                             |

### Álbuns ao vivo
| Title    | Details                                                                            |
| -------- | ---------------------------------------------------------------------------------- |
| Timeless | - Lançamento: 30 de Março de 2010 - Gravação: 15 de Marco de 2009 - Selo: Mochilla |

### Como colaborador
- Hiatus Kaiyote – “Get Sun” from Mood Valiant (Australia, 2021); arranjador
- Flor – "Sapiens" (Brasil, 2021)
- BadBadNotGood – Talk Memory (Canada, 2021); arranjador